# ヤヴォリナ (軍区)
ヤヴォリナ （Javorina）は、東部スロバキア、プレショウ県ケジマロク郡にかつてあった軍区（Vojenský obvod）。2011年1月1日に廃止された。

## 概要
著名観光地のタトラ国立公園に近い国防省ケジマロク軍事演習場（Vojenským výcvikovým priestorom Kežmarok、2005年廃止）を有するスロバキア国内最大の軍区だった。1953年1月1日に25カ村の全域または一部を接収して設けられ、主に戦車部隊、防空部隊と旧ソ連軍部隊の訓練に使用した。
軍区化に伴いブラジョウ村（Blažov）、ドヴォルツェ村（Dvorce）およびルスキノウツェ村（Ruskinovce）の3村が廃村となり、レヴォチュスカー・ドリナ（Levočská dolina）、リュビツケー・クーペレ（Ľubické kúpele）、イフラ（Ihla）、スィープコヴァー（Sýpková）、ブラジョウ（Blažov）の5集落が消滅した。
総面積3万1600ヘクタール余りの軍区域のうち、旧リュビツケー・クーペレ集落を含む8586ヘクタールについては、接収時に住民を強制的に退去させ、地権者に対する補償を事実上行わなかったため、国有地としての適法性に疑問が生じる状態になっており、民主化後、3万人を超える元住民の地権者が、軍区の廃止と土地の返還を求めて政府への請願を繰り返した。
2002年に国防省は、2006年12月31日で軍区を廃止し、周辺自治体の村域に属する国有地として分割合併させることを決めたが、議員提出された軍区廃止に伴う自治体編成法改正案に、旧リュビツケー・クーペレ集落を村（obec）として復活することが盛り込まれたことについて、同地区の元住民が国有地の返還を受け移り住む妥当性が憲法裁判所で争われたため、廃止手続きが凍結された。憲法裁判所は2009年9月、元住民の権利は無効で、国有地のまま2011年1月1日に軍区廃止を行うべきとの判断を示し、国民議会は2010年3月にリュビツケー・クーペレ村の復活を盛り込んだ改正案を否決した。
軍区廃止に伴い軍区域は周辺の22市村に原則として軍区化以前の区分けで分割編入したが、かつてのブラジョウ、ドヴォルツェ、リュビツケー・クーペレ、ルスキノウツェ地籍はそれぞれ近隣の市村域に統合された。引き続き国有地としてスロバキア共和国軍有林地国有会社（VLM SR, Vojenské lesy a majetky SR, š.p.）が10年間の期限付きで管理する。